# Bain Capital
Bain Capital är ett amerikanskt finansmarknadsbolag med säte i Boston. Bain Capital grundades 1984 av partners från konsultfirman Bain & Company.